# Варонян, Бенжамен
Бенжаме́н Вароня́н (фр. Benjamin Varonian; род. 15 июня 1980, Ницца, Франция) — французский гимнаст, серебряный призёр Олимпийских игр в соревнованиях на перекладине (2000).

## Биография
Бенжамен Варонян родился 15 июня 1980 года в Ницце. Занимался спортивной гимнастикой под руководством Стефана Корбье и Марка Туше. В 1998 году становился чемпионом Европы среди юниоров в упражнениях на брусьях и в командном многоборье.
В 2000 году на Олимпийских играх в Сиднее завоевал серебряную медаль в упражнениях на перекладине. В финале он получил ту же оценку что и ставший чемпионом российский гимнаст Алексей Немов и проиграл ему лишь потому что имел более низкий балл в квалификационных соревнованиях.
После завершения своей спортивной карьеры Бенжамен Варонян стал работать менеджером в агентстве недвижимости в Ницце.